# Genséric Kusunga
Genséric Kusunga (* 12. März 1988 in Genf) ist ein angolanisch-schweizerischer ehemaliger Fussballspieler in der Defensive.

## Verein
Kusunga spielte in der Jugend für den Servette FC Genève und bis 2010 auch in dessen Seniorenmannschaft. Dann wechselte er ablösefrei weiter zum Spitzenklub FC Basel. In der folgenden Saison gewann er dort die Meisterschaft und holte ein Jahr später das Double. Die Saison 2012/13 verbrachte er leihweise beim Servette FC Genève und wechselte dann fest zu Oldham Athletic nach England. Es folgten weitere Stationen bei União Madeira und dem FC Dundee. Seit Dezember 2019 steht er bei CD Cova da Piedade unter Vertrag.

## Nationalmannschaft
Von 2014 bis 2017 absolvierte er 14 Partien für die Angolanische A-Nationalmannschaft. Knapp fünf Jahre zuvor spielte er auch zweimal für die Schweizer U-21.

## Titel und Erfolge
- Schweizer Meister: 2011, 2012
- Schweizer Pokalsieger: 2012